# Kirkman
Kirkman és una població dels Estats Units a l'estat d'Iowa. Segons el cens del 2000 tenia 76 habitants.

## Demografia
Segons el cens del 2000, Kirkman tenia 76 habitants, 35 habitatges, i 17 famílies. La densitat de població era de 101,2 habitants/km².
Dels 35 habitatges en un 20% hi vivien nens de menys de 18 anys, en un 45,7% hi vivien parelles casades, en un 2,9% dones solteres, i en un 48,6% no eren unitats familiars. En el 31,4% dels habitatges hi vivien persones soles l'11,4% de les quals corresponia a persones de 65 anys o més que vivien soles. El nombre mitjà de persones vivint en cada habitatge era de 2,17 i el nombre mitjà de persones que vivien en cada família era de 2,83.
Per edats la població es repartia de la següent manera: un 22,4% tenia menys de 18 anys, un 9,2% entre 18 i 24, un 22,4% entre 25 i 44, un 32,9% de 45 a 60 i un 13,2% 65 anys o més.
L'edat mediana era de 42 anys. Per cada 100 dones de 18 o més anys hi havia 118,5 homes.
La renda mediana per habitatge era de 49.375 $ i la renda mediana per família de 55.000 $. Els homes tenien una renda mediana de 31.875 $ mentre que les dones 18.125 $. La renda per capita de la població era de 16.941 $. Entorn del 15% de les famílies i l'11,8% de la població estaven per davall del llindar de pobresa.

## Poblacions més properes
El següent diagrama mostra les poblacions més properes.